# Epirrhoe alchemillata
Epirrhoe alchemillata är en fjärilsart som beskrevs av Ignaz Schiffermüller 1775. Epirrhoe alchemillata ingår i släktet Epirrhoe och familjen mätare. Inga underarter finns listade i Catalogue of Life.